# وليمز أف107
وليمز أف107 (بالإنجليزية: Williams  F107) هو محرك مروحة توربينية يصنع من قبل وليمز إنترناشيونال الأمريكي. صمم المحرك للاستعمال على الصواريخ الجوالة. تم استخدام المحرك في الصاروخ إيه جي إم-86 والصاروخ البي جي أم-109، وتم استخدامه أيضا في مركبة وليمز إنترناشيونال التجريبية الوليمز أكس-جت.